# Birmingham City F.C.
Birmingham City Football Club je engleski nogometni klub iz istoimenog grada. Natječe se u Championshipu. 
Birmingham igra svoje domaće utakmice na stadionu St Andrew's. Njegov najveći rival je Aston Villa, s kojom igra Birminghamski derbi.

## Trofeji
- Prva divizija (druga liga)
  - Prvaci: 1893., 1921., 1948., 1955.
  - Doprvaci: 1894., 1901., 1903., 1972., 1985., 2007.
- Druga divizija (treća liga)
  - Prvaci: 1995., 2025.
  - Doprvaci: 1992.
- FA kup
  - Finalisti: 1931., 1956.
- Engleski Liga kup
  - Pobjednici: 1963.
  - Finalisti: 2001.
- Kup velesajamskih gradova
  - Finalisti: 1960. (finale), 1961. (finale)